# Mukdenia Rossa
Mukdenia Rossa (Mukdenia rossii) – gatunek roślin z monotypowego rodzaju mukdenia (Mukdenia) należącego do rodziny skalnicowatych. Występuje w północnych Chinach (prowincje Jilin i Liaoning) oraz w Korei. W naturze rośnie w wąwozach i na skalistych zboczach. Gatunek uprawiany jest jako roślina ozdobna (odporna na mrozy i gorące lata), szczególnie atrakcyjna w odmianie 'Crimson Fans' (okazałe liście są od zewnątrz czerwone, w środku zielone latem, a złote jesienią). Kwiaty zdobią tę roślinę od wczesnej wiosny, także już po rozwinięciu liści. W uprawie uzyskano mieszańce z bergenią Bergenia, nazwane × Mukgenia Gress.
Nazwa rodzajowa pochodzi od mandżurskiej nazwy „Mukden” oznaczającej współcześnie miasto Shenyang, dawniej stolicę Mandżurii. 

## Morfologia
PokrójBylina z tęgim, pokrytym łuskami kłączem, tworząca kępy.
LiścieWszystkie odziomkowe, długoogonkowe (ogonek do ok. 15 cm długości). Blaszka liściowa w zarysie kolista, o średnicy do niemal 15 cm, u nasady sercowata, z 5–7 klapami na brzegach piłkowanymi.
KwiatyZebrane w okazały, osiągający 45 cm wysokości wierzchotkowaty kwiatostan bez przysadek, gruczołowato owłosiony, z rozgałęzieniami o długości do 10 cm. Działek kielicha i płatków korony jest 4–5 i zarówno działki, jak i płatki są białe. Płatki osiągające ok. 2,5 mm długości są nieco krótsze od działek. Pręcików jest 5, 6 lub rzadziej 7 i są one krótsze z kolei od płatków. Zalążnia niemal górna jest dwukomorowa w dole i jednokomorowa w górze, z dwoma szyjkami słupka i zwieńczona dwoma znamionami. W komorach zalążni znajdują się liczne zalążki.
OwoceTorebki z dwoma odgiętymi dzióbkami o długości ok. 7 mm zawierające liczne i drobne nasiona.

## Systematyka
Gatunek jest jedynym przedstawicielem rodzaju mukdenia Mukdenia Koidzumi, Acta Phytotax. Geobot. 4: 120. 30 Mai 1935 z rodziny skalnicowatych Saxifragaceae. Z Korei opisany został jako odrębny gatunek Mukdenia acanthifolia Nakai (J. Jap. Bot. 17: 684. 1941), który jednak różni się tak nieznacznie (płycej klapowane liście), że kwestionowana jest jego odrębność.